# Le Destin de Marthe Rivière
Le Destin de Marthe Rivière est un roman de Georges-Patrick Gleize paru en 2009.

## Résumé
Jean-René Wolfgang, haut fonctionnaire de l'Éducation nationale, enfant naturel né à Biskra en Algérie, a toujours cherché à percer le secret de ses origines. Sur les traces de sa mère, la découverte à Guéret, en Creuse, d'une importante correspondance familiale, lui ouvre les pages d'une histoire insoupçonnée.
Tout commence en 1918 dans les Pyrénées ariégeoises. Louis et Marguerite Rivière, instituteurs, ont deux filles brillantes, Émilienne, future normalienne et Marthe, qui rentre en première au lycée à Toulouse. Tout semble les opposer. Autant l'aînée est austère et rigoriste, autant  sa sœur est séduisante et enjouée. Louis, en mal de patriotisme, décide d'accueillir un soldat en convalescence. Le bel officier américain d'origine française qui arrive à Mijanès, s'éprend de la jolie Marthe. Tandis qu’une vie aventureuse et romanesque attend cette dernière pour la conduire jusqu’en Algérie, la rigide Émilienne fait des choix contraires à l’aube des années troubles de la guerre.
Sur les chemins de leurs destins croisés des deux côtés de la Méditerranée, Jean-René n'est pas au bout de ses surprises…